# Club Deportivo Walter Ferretti
Maillots
Le Deportivo Walter Ferretti est un club nicaraguayen de football basé à Managua. 

## Histoire
Le Club Deportivo Walter Ferretti commence son histoire en 1984 comme équipe de la police. Le club, fondé par le Commandant Walter Ferretti et jouant de manière institutionnelle sous les sigles DGPS (Direction Générale de la Police Sandiniste) commencèrent l'aventure en troisième division.
Après être monté en seconde division, l'équipe est renforcée par des membres du Ministère de l'intérieur comme Irvin Escoto, Teniente Mauricio Cedeño, William et Fernando Aguirre, Henry Urbina ou le D. Jimmy López.
En 1985, le club remporte le championnat de seconde division.
Débutant officiellement en première division en 1987, le club n'est jamais redescendu en division inférieures. 

## Palmarès
- Championnat du Nicaragua  (3)
  - Champion : 1998, 2001, 2015

- Coupe du Nicaragua
  - Finaliste : 1997